# 蜘蛛男のダンス (シングルバージョン)
「蜘蛛男のダンス (シングルバージョン)」（くもおとこのダンス）は、日本の男性歌手グループ・はやぶさの9枚目のシングル。2018年3月7日にビクターエンタテインメントから発売された。

## 概要
AタイプとBタイプ、Cタイプの3タイプを発売。（カップリング曲、ジャケットは各タイプ異なる。
2017年11月15日に発売されたアルバム『阿久悠メモリアル・ソングス ～青春はこわれもの』に新録曲として収められた「蜘蛛男のダンス」をリニューアルし、シングルバージョンとして発売した。
阿久悠の未発表の詩にヒャダインこと前山田健一が作曲して完成した作品。

## 収録曲

### （Aタイプ）
出典→　
1. 蜘蛛男のダンス (シングルバージョン)　[3:43]
作詩：阿久悠／作曲：前山田健一／編曲：前山田健一・板垣祐介
2. はやぶさロッキンGOGO!　[4:33]
作詞：増子直純／作曲：上原子友康／編曲：上原子友康・阿部靖広
3. 蜘蛛男のダンス (シングルバージョン)（オリジナル・カラオケ）

　[3:41]
1. はやぶさロッキンGOGO!（オリジナル・カラオケ）　[4:31]

### （Bタイプ）
出典→
1. 蜘蛛男のダンス (シングルバージョン)　[3:43]
作詩：阿久悠／作曲：前山田健一／編曲：前山田健一・板垣祐介
2. さよならモード　[3:44]
作詩：阿久悠／作曲：多田慎也／編曲：工藤恭彦
3. 蜘蛛男のダンス (シングルバージョン)（オリジナル・カラオケ）　[3:41]
4. さよならモード（オリジナル・カラオケ）　[3:42]

### （Cタイプ）
出典→
1. 蜘蛛男のダンス (シングルバージョン)　[3:43]
作詩：阿久悠／作曲：前山田健一／編曲：前山田健一・板垣祐介
2. 新地ワルツ　[4:34]
作詩：橋本淳／作曲：吉田正／編曲：工藤恭彦
(オリジナル歌唱 : レツゴー三匹)
3. 蜘蛛男のダンス (シングルバージョン)（オリジナル・カラオケ）　[3:41]
4. 新地ワルツ（オリジナル・カラオケ）　[4:33]